# Batgirl (film)
Batgirl je nezveřejněný americký akční film režisérů Adila El Arbiho a Bilalla Fallaha, natočený na motivy komiksů z vydavatelství DC Comics o stejnojmenné postavě. V titulní roli se měla představit Leslie Grace, v dalších rolích se měli objevit J. K. Simmons, Brendan Fraser, Jacob Scipio, Michael Keaton a Ivory Aquino. Mělo se jednat o snímek série DC Extended Universe.
Natáčení bylo zahájeno v listopadu 2021, k vydání filmu na streamovací platformě HBO Max mělo dojít v roce 2022. Ale společnost Warner Bros. rozhodla, že film nepůjde ani do kin, ani na streamovací platformy.

## Obsazení
- Leslie Grace jako Barbara Gordon / Batgirl: mstitelka v Gothamu a dcera policejního komisaře Jamese Gordona.[6]
- J. K. Simmons jako James Gordon: komisař gothamské policie, Barbařin otec a Batmanův blízký spojenec.[7]
- Jacob Scipio jako Anthony Bressi: mafiánský boss v Gothamu.[8][9]
- Brendan Fraser jako Ted Carson / Firefly: nespokojený veterán, ze kterého se stal sociopatický pyroman.[10]
- Michael Keaton jako Bruce Wayne / Batman: bohatý muž z alternativního Gothamu, jenž si přivydělává jako mstitel bojující se zločinem.[11]
- Ivory Aquino jako Alysia Yeoh: barmanka a Barbařina nejlepší kamarádka.[12]

Do blíže nespecifikovaných rolí filmu byli obsazeni také herci Rebecca Front, Corey Johnson a Ethan Kai, přičemž Kaiova postava byla označena jako „hlavní“.